# Kanton Bethoncourt
Der Kanton Bethoncourt ist ein französischer Kanton im Département Doubs in der Region Bourgogne-Franche-Comté. Er umfasst zehn Gemeinden im Arrondissement Montbéliard. Bei der landesweiten Neuordnung der französischen Kantone wurde er 2015 neu geschaffen mit Allenjoie als Hauptort (frz.: bureau centralisateur).

## Gemeinden
Der Kanton besteht aus elf Gemeinden mit insgesamt 30.425 Einwohnern (Stand: 1. Januar 2022) auf einer Gesamtfläche von 48,49 km²:
| Gemeinde           | Einwohner 1. Januar 2022 | Fläche km² | Dichte Einw./km² | Code INSEE | Postleitzahl |
| ------------------ | ------------------------ | ---------- | ---------------- | ---------- | ------------ |
| Allenjoie          | 735                      | 6,56       | 112              | 25011      | 25600        |
| Bethoncourt        | 5.288                    | 6,54       | 809              | 25057      | 25200        |
| Brognard           | 477                      | 2,90       | 164              | 25097      | 25600        |
| Dambenois          | 727                      | 3,28       | 222              | 25188      | 25600        |
| Étupes             | 3.711                    | 9,87       | 376              | 25228      | 25460        |
| Exincourt          | 3.273                    | 3,45       | 949              | 25230      | 25400        |
| Fesches-le-Châtel  | 2.147                    | 3,46       | 621              | 25237      | 25490        |
| Grand-Charmont     | 5.865                    | 4,56       | 1.286            | 25284      | 25200        |
| Nommay             | 1.601                    | 3,19       | 502              | 25428      | 25600        |
| Sochaux            | 3.772                    | 2,17       | 1.738            | 25547      | 25600        |
| Vieux-Charmont     | 2.829                    | 2,51       | 1.127            | 25614      | 25600        |
| Kanton Bethoncourt | 30.425                   | 48,49      | 627              | 2510       | –            |

## Politik
| Vertreter im Départementrat | Vertreter im Départementrat    | Vertreter im Départementrat |
| Amtszeit                    | Namen                          | Partei                      |
| --------------------------- | ------------------------------ | --------------------------- |
| 2015–                       | Magali Duvernois Noël Gauthier | PS                          |